# Scottish Aviation
Scottish Aviation Limited était un constructeur aéronautique basé à Prestwick, en Écosse.

## Histoire
La société a été fondée en 1935 et utilisé l'aéroport de Glasgow-Prestwick. À l'origine exploitant d'école de pilotage, l'entreprise entreprit des travaux de maintenance en 1938. Pendant la Seconde Guerre mondiale, Scottish Aviation a été impliqué dans l'équipement des avions pour l'effort de guerre. Cela comprenait l'entretien et la conversion du bombardier Consolidated Liberator.
Le bâtiment de l'usine de Scottish Aviation, qui existe encore aujourd'hui, était autrefois le palais de l'ingénierie à l'Empire Exhibition de 1938 à Bellahouston Park, Glasgow. Le bâtiment a été démantelé de son site de Glasgow et reconstruit.
Après la guerre, le constructeur a construit des avions utilitaires militaires STOL tels que le Pioneer et le Twin Pioneer. Bien plus tard, la société a construit des avions d'entraînement à la navigation et de transport à turbopropulseurs Jetstream après la disparition de Handley Page. Il a construit des avions d'entraînement Bulldog après la disparition de leur fabricant d'origine, Beagle Aircraft Limited.
En novembre 1958, des licenciements touchant près de 800 de leurs 2 500 employés ont été annoncés. Scottish Aviation a fusionné avec la British Aircraft Corporation, Hawker Siddeley Aviation et Hawker Siddeley Dynamics pour former British Aerospace en 1977. Une grande partie des anciens actifs de Scottish Aviation appartiennent désormais à Spirit AeroSystems.

## Avions construits
- Scottish Aviation Pioneer
- Scottish Aviation Twin Pioneer
- Scottish Aviation Bulldog
- Scottish Aviation Jetstream

## Voitures

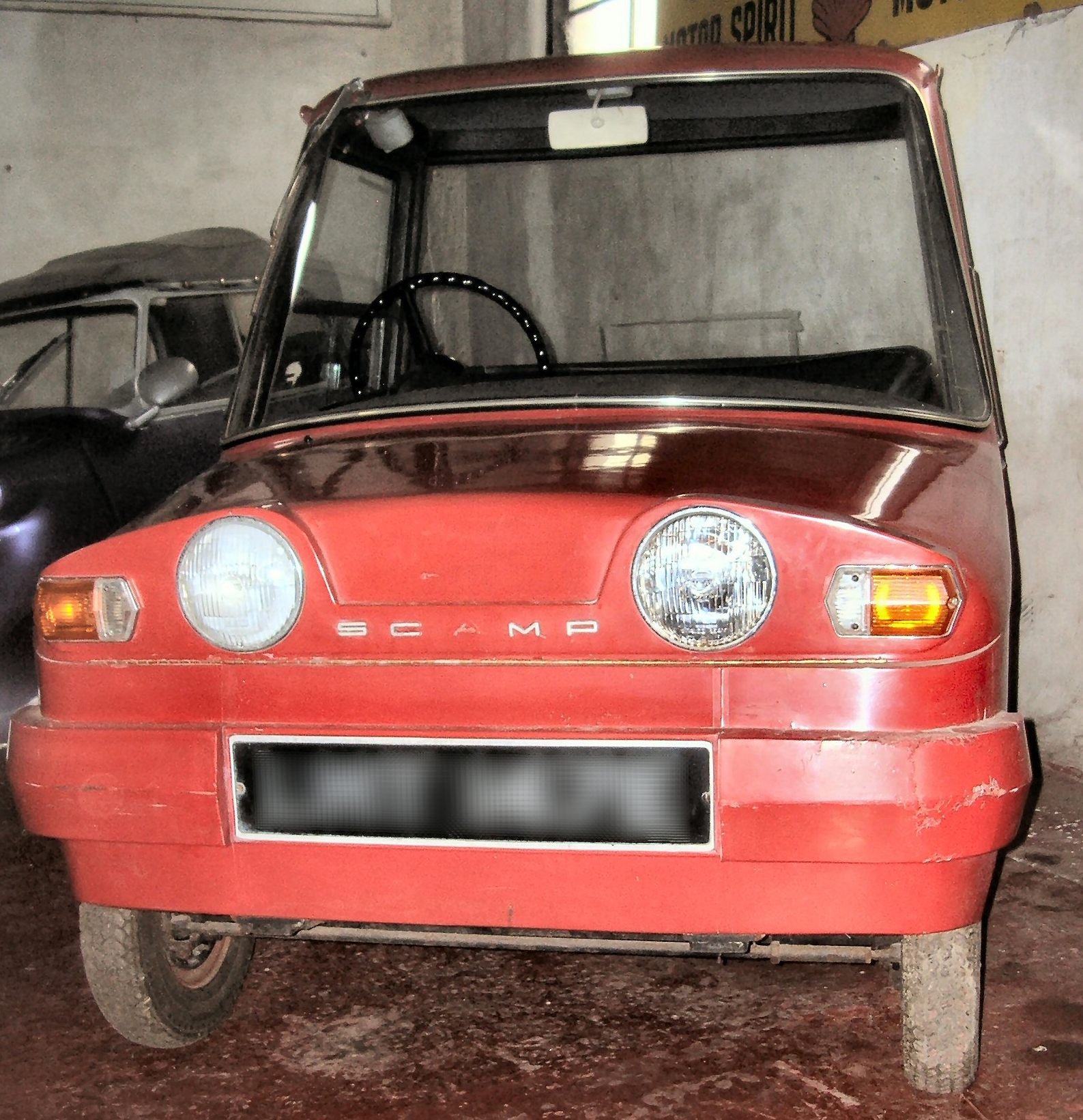
1965 Scamp de Scottish Aviation

Entre 1964 et 1966, Scottish Aviation a conçu un modèle de petite voiture électrique à batterie, la Scottish Aviation Scamp, dont douze exemplaires de pré-production ont été construits.